# Ischys
Ischys (Oudgrieks: Ἰσχύς) is een figuur uit de Griekse mythologie.
Hij wordt soms ook wel Alcyoneus of Lycus genoemd.
Hij was de zoon van Elatus en Hippeia.
Hij was de heimelijke minnaar van Coronis, die zwanger was van Apollo.
Een witte kraai vertelde Apollo over de relatie tussen Ischys en Coronis.
Apollo schroeide de witte veren van de kraai zwart.
Apollo schoot Coronis dood met zijn boog, maar redde zijn ongeboren kind Asklepios.
Apollo doodde ook Ischys.